# 딱주
딱주(태국어: ตาก, Tak Province)는 태국 북부의 주(짱왓)이다. 이웃하는 주로는 매홍손주, 치앙마이주, 람푼주, 람빵주, 깜팽펫주, 나콘사완주, 우타이타니주와 깐짜나부리주가 있다. 이 주의 서쪽 끝에는 미얀마의 카인주와 경계를 접하고 있다.

## 지리
푸미폰 아둔야뎃 국왕의 이름을 딴 《부미볼 댐》이 딱 주의 삼 앙아오(암프)의 카오깨우 땀본에 있다. 전 이름은 얀히 댐이며, 1958년에서 1964년까지 건설되었다. 이 댐은 핑강을 가로막는데, 그 강은 짜오프라야강의 두 원류 중의 하나이다.

## 역사
원래 딱주의 주변은 몬족의 거주지였지만, 11세기 무렵부터 타이족이 진출을 시작하여 딱주 지역에서도 태국인이 이주를 했다. 딱주에 이주한 타이족 무리는 북부 매홍손주의 땅륀강 유역에 살고 있던 타이족으로, 그 후 살라윈 강을 따라 남하한 후에 무리의 일부가 나뉘었다. 이 무리가 살윈 강을 넘어 현재의 매솟 군에 정착하여 살아가고 있는 사람들이 현재의 딱주의 사람들이라고 생각되고 있다. 이 매솟에 이주한 무리는 후에 현재의 딱(주 관청 소재지)에도 이주했다.

## 경제
농업은 딱주 경제의 중요한 부분이다. 딱주에서는 쌀, 옥수수, 야채, 과일, 소고기, 틸라피아 등이 생산된다. 딱의 산업으로는 광업과 보석 세공이 있다. 수공예품 또한 교역에 중요하다. 딱주 북부의 부미볼 댐은 가장 인기있는 관광지이다. 남부의 티로수 폭포, 티로레 폭포의 하이킹과 래프팅 또한 인기있는 관광지이다. 딱주는 또한 많은 끄라통을 강에 긴 줄로 띄워 놓는 로이끄라통 축제로 유명하다. 로이끄라통은 므앙딱군의 핑강 기슭에서 개최된다.

## 교통
- 아시아 고속도로 1호선
- 아시아 고속도로 2호선
- 아시아 고속도로 16호선

## 민족
인구의 약 4분의 1이 산악소수민족에 속한다. 이들은 야오족, 카렌족, 아카족, 라후족, 흐몽족, 리수족으로 구성되고 이 중 가장 많은 것은 카렌족이다.

## 행정 구역
| 1. 므앙딱군 2. 반딱군 3. 삼응아오군 4. 매라맛군 5. 타송양군 6. 매솟군 7. 폽프라군 | 1. 움팡군 2. 왕차오군 |